# Dambisa Moyo

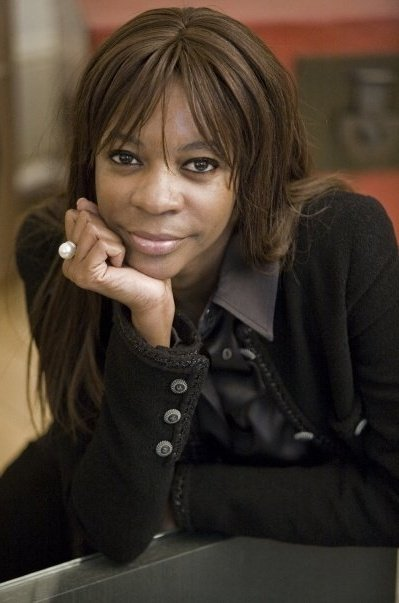
Dambisa Moyo

Dambisa Moyo (Lusaka, 15 september 1969) is een Zambiaans schrijfster en econome. Ze is de auteur van Dead Aid: Why Aid is Not Working and How There is a Better Way For Africa, gepubliceerd in het voorjaar van 2009. Het boek beschrijft mogelijkheden voor ontwikkelingslanden om hun ontwikkeling te financieren, in plaats van simpelweg te vertrouwen op buitenlandse hulp. 

## Biografie
Moyo is geboren en opgegroeid in Lusaka in Zambia.  Ze heeft een doctoraat in Economie van de Universiteit van Oxford en een Masters van Harvards Kennedy School of Government.  Ook heeft zij een MBA in Finance en een Bachelors in Chemie van de American University in Washington D.C.
Ze werkte twee jaar lang voor de Wereldbank als adviseur (van 1993-1995) en acht jaar bij Goldman Sachs (van 2001 to 2008). 
Moyo’s tweede boek, getiteld How the West Was Lost, evalueert de beleidsbeslissingen in de Verenigde Staten en andere westerse economieën die bijdroegen aan de financiële crisis van 2008 en onderzoekt het beleid van de nieuwste economische machten — China, Rusland en het Midden-Oosten — die in de positie zijn om dominante economische spelers te worden in de 21ste eeuw.
In 2009 werd Dambisa Moyo door het World Economic Forum aangewezen als een van zijn Young Global Leaders.